# Aérodrome de Haraze
L'aérodrome de Haraze est un aérodrome d'usage public situé près de Haraze dans la région du Salamat au Tchad.